# 圆基长鬃蓼
圆基长鬃蓼（学名：Polygonum longisetum var. rotundatum）为蓼科蓼属下的一个变种。